# Anders Steen
Anders Börje Steen, född 5 maj 1945 i Ludvika församling, Kopparbergs län, byggmästare, svensk politiker, och partiledare för Nationaldemokraterna 2001–2004.
Efter att ha varit ledamot i partistyrelsen för Sverigedemokraterna, som han också representerade i kommunfullmäktige i Haninge kommun från 1998, uteslöts han tillsammans med Tor Paulsson ur partiet 2001 för att ha försökt bygga upp en hemlig, parallell partistruktur inom partiet.
Istället bildade Paulsson och Steen tillsammans med Marie Sjöqvist, Steens sambo och Paulssons mor, partiet Nationaldemokraterna. Åren 2002/04 satt Steen i kommunfullmäktige för detta parti och motionerade våren 2004 om att Haninge kommun borde göra insatser mot antisemitism. Detta ådrog honom sådan kritik inom partiet att han inte föreslogs till omval vid partiets extra riksårsmöte som ägde rum sedan Paulsson börjat avtjäna ett fängelsestraff. Steen lämnade då självmant såväl parti som kommunfullmäktige.